# 消化性潰瘍疾病和幽門螺桿菌發現年表

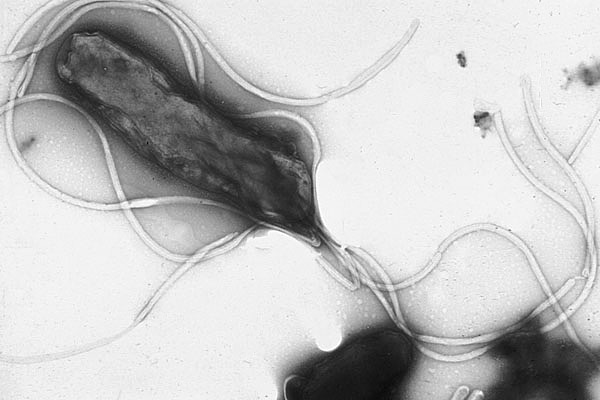
幽門螺桿菌（Helicobacter pylori）的電子顯微鏡圖

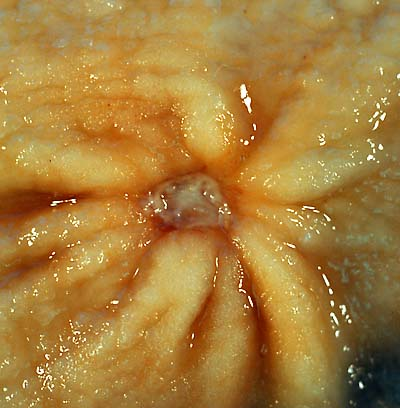
良性胃潰瘍

消化性潰瘍疾病和幽門螺桿菌發現年表列出了消化性潰瘍和幽門螺桿菌研究歷史中的重大事件。巴里·馬歇爾和羅賓·沃倫於2005年因為發現幽門螺桿菌是消化性潰瘍的最初成因而獲得諾貝爾生理醫學獎，幽門螺桿菌是一種適合在胃部等酸性環境生長的細菌。此項研究發表前的過往30年，一般認為消化性潰瘍是由過多胃酸造成的；因為他們的研究成果，現在和幽門螺桿菌有關的消化性潰瘍已改用抗生素消除感染。以往採用的胃酸控制療法也能獲得部分成效，這是因為抑制胃液的酸度將使胃內不再適合幽門螺桿菌生長。

## 发现背景
1950年代以前，人們對胃內和胃酸中的細菌已有許多微生物學觀察，為消化性潰瘍的感染理論和胃酸過多理論奠定了基礎。1954年，一項獨立研究觀察傳統染色得為切片，但沒有發現任何細菌，自此學界皆以胃酸理論為圭臬。這個準則一直到1980年代才透過巴里·馬歇爾和羅賓·沃倫的一系列實驗改變，他們依照柯霍氏法則成功證明幽門螺桿菌是造成消化性潰瘍的主因，然而在當時，要說服醫學界接受他們的研究成果需要更多的努力。現在，全球主要的腸胃醫學會都已認同幽門螺桿菌是非藥物導致之原發性消化性潰瘍的成因，在胃和十二指腸潰瘍的療程中必須消滅此菌。此外，幽門螺桿菌也與胃淋巴癌和胃腺癌有關，並被世界衛生組織列為致癌物。歸功於20世紀末分子生物學技術的進步，現在幽門螺桿菌已完成全基因體定序，讓科學家能從DNA層級進一步瞭解其菌落群聚的機制和造成感染的毒力因子。

## 20世紀以前

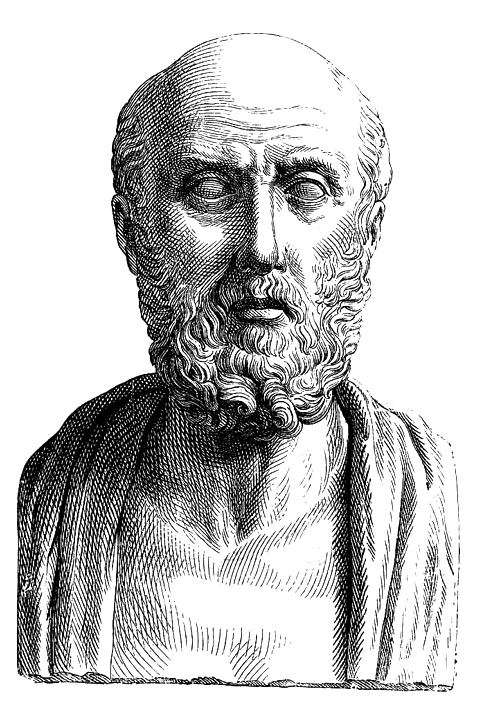
希波克拉底

16世紀以前
希波克拉底首次描述了胃部的症狀。
伊本·西那注意到胃痛和用餐時間的關聯。
1586
曼切華的馬塞盧斯·多納圖斯（Marcellus Donatus）在執行驗屍時描述了胃潰瘍的型態。
1688
约翰内斯·馮·麥考利（Johannes von Murault）觀察到十二指腸潰瘍。
1728
史達爾（Stahl）提出假說認為發燒和胃部感染與潰瘍有關。
1761
人們認為胃潰瘍和疼痛有關。
1799
馬修·貝利（Matthew Baillie）發表了描述潰瘍的文句。

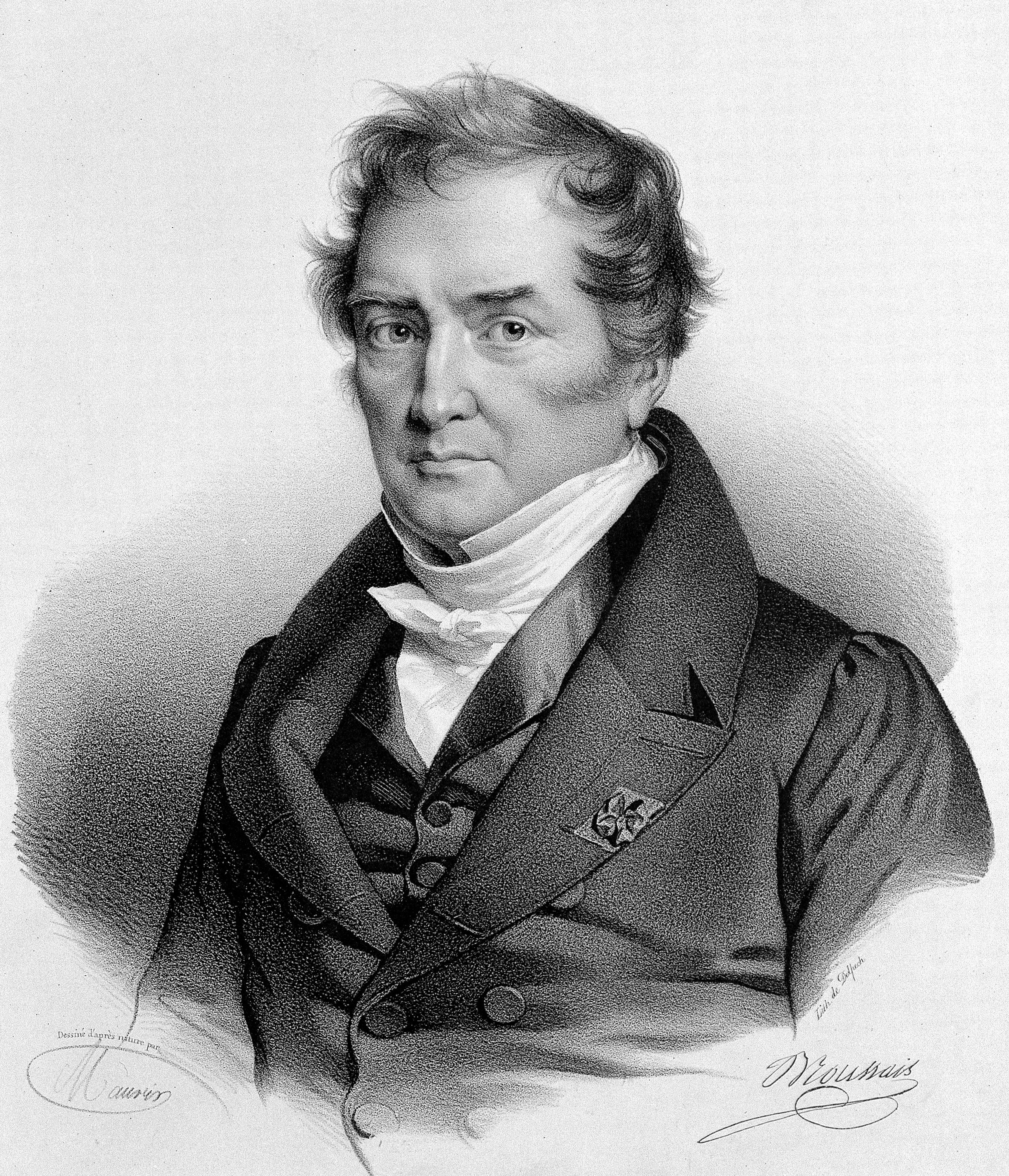
佛郎施瓦-約瑟夫-維克托·布魯塞

1812
布魯塞 （François-Joseph-Victor Broussais）發現急性胃炎若沒有治療會發展為慢性病。
1821
內普弗（Nepveu）主張胃炎和胃癌有關聯。
1822
威廉·博蒙特（William Beaumont）展示了胃酸酸度和心情之間的關聯。
1868
阿道夫·庫斯莫爾（Adolph Kussmaul）建議使用鉍化合物和抗生素來治療消化性潰瘍（次水楊酸鉍從此時開始廣泛作為治療用藥，其中包括用於治療幽門螺桿菌的鹼式水楊酸鉍）。科學家在很久以後才瞭解鉍的抗菌性質。
1875
貝契爾（G. Bottcher）和烈脫爾（M. Letulle）提出假說認為潰瘍是由細菌造成的。
1880
孔海姆（Julius Friedrich Cohnheim）認為潰瘍可能由化學物質造成。
1881
克雷白氏（Edwin Klebs）注意到胃腺的管腔有類似細菌的生物。
1889
加沃斯基（Walery Jaworski）從人類腸胃道的沈積物中發現螺旋狀生物體，他認為這些生物可能和胃疾有關。
1892
比佐澤羅（Giulio Bizzozero）在狗的胃內發現螺旋狀生物體。

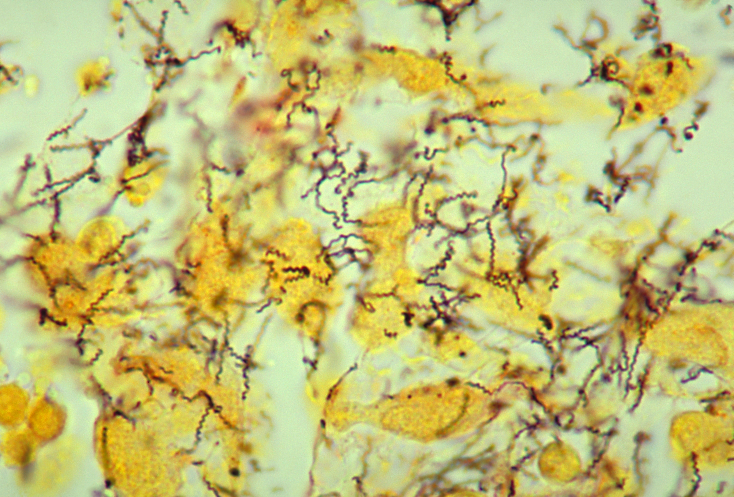
螺旋體

1896
沙倫（Saloon）於貓和老鼠的胃內發現螺旋體。 

## 1900－1950

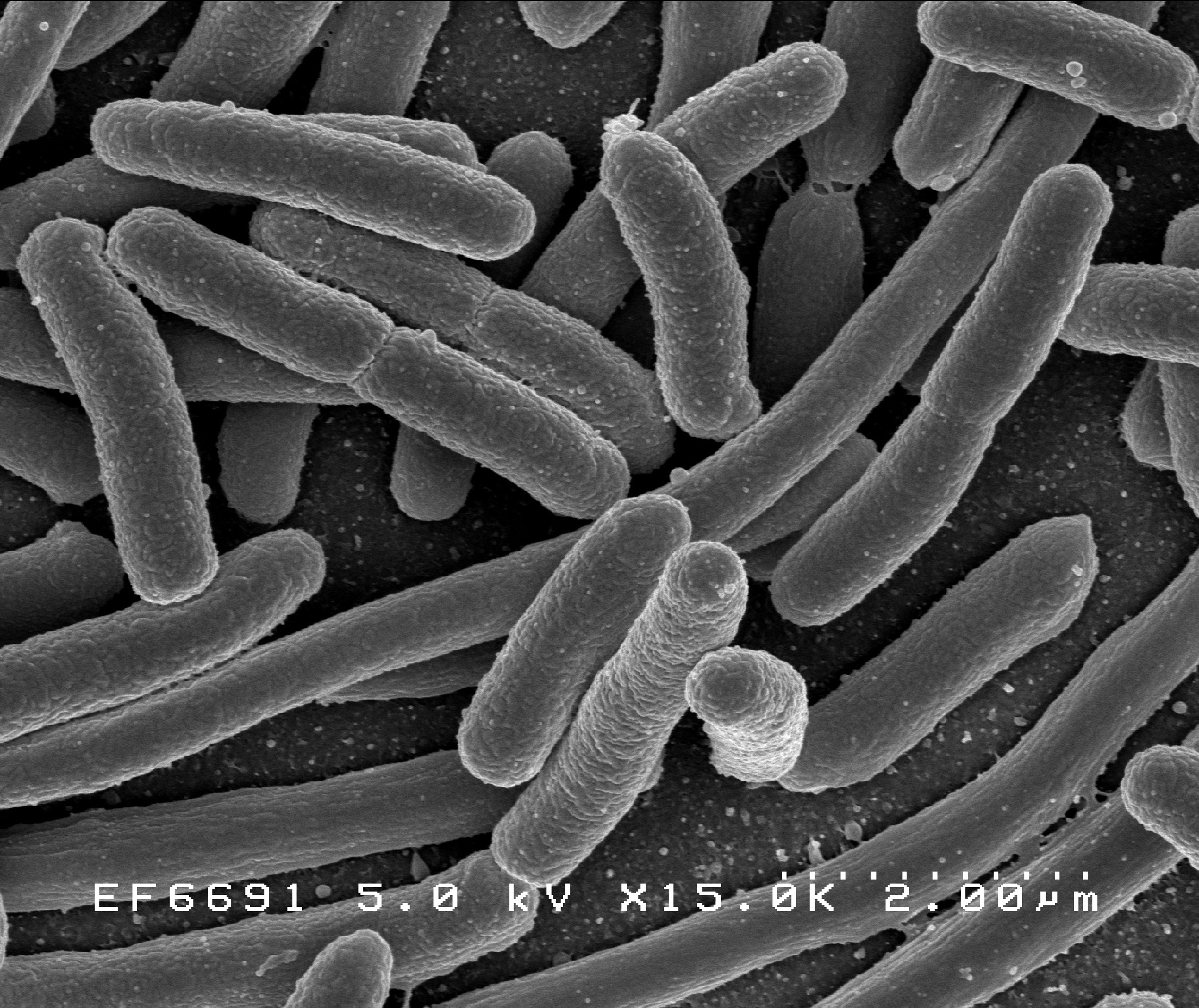
大腸桿菌（E. coli，1919年以前稱為Bacillus coli）

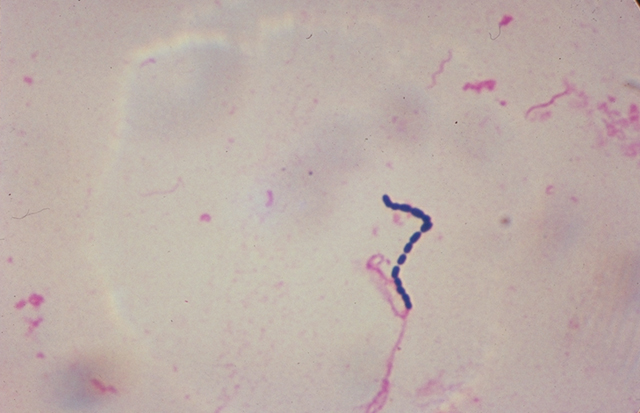
鏈球菌（Strepococci）

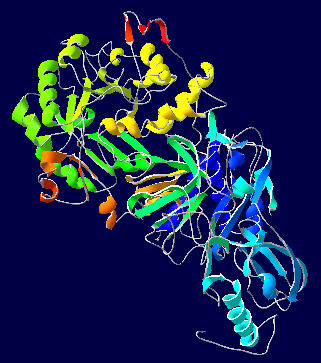
脲酶

1905
李格爾（F. Reigel）認為潰瘍可能是由過多酸液所造成。
1906
克里尼茨（Krienitz）在胃癌病人的胃內發現細菌。
圖爾克（Turck）餵食狗隻大腸桿菌後（當時稱大腸桿菌為Bacillus coli）造成狗隻罹患消化性潰瘍。
1907
莫伊尼漢（B. Moynihan）推測酸液是潰瘍的成因。
1910
史瓦茲（Schwartz）發表了潰瘍的過酸理論，並創造了著名的標語：「沒有酸，就沒有潰瘍。」
吉貝利（Gibelli） 宣稱他無法重現圖爾克餵食狗隻細菌而導致其潰瘍的實驗。
1913
羅塞諾推測鏈球菌（Strepococci）會造成潰瘍。
1915
首次有記載建議使用抗酸藥治療消化性潰瘍。
有些人認為細菌可能和消化性潰瘍有關，但此時的假說認為這些細菌生存於口內。
1919
葛西勝弥和小林六造從貓身上分離出螺旋菌並將之轉移到兔子而造成後者潰瘍。
1921
盧格爾（Luger）在胃酸中發現螺旋菌，並認為此菌和胃癌有關。
1924
勒克（Luck）和塞斯（Seth）於人類胃內發現脲酶，但他們認為這是胃內與生俱來的酵素。
1925
霍夫曼（Hoffman）將從消化性潰瘍病人取得的樣本注射到麝香豬體內而造成後者潰瘍，並分離出他認為造成潰瘍的細菌。
1936
俄語的《醫學大百科》第一版認為感染是造成潰瘍的可能成因。
1939
弗里德貝格（A. Stone Freedberg）在貝斯以色列醫院開始尋找人胃內的細菌，並找到了幽門螺桿菌（Helicobacter pylori）。謠傳其他人無法複製這項結果，但事實上沒有人發表反對此結果的研究。
登格斯（James Doenges）在驗屍時發現螺旋體。
1940
弗里德貝格（Freedberg）和巴倫（Baron）在驗屍時觀察到螺旋體 ；然而，弗里德貝格在老闆的建議下，轉換研究主題而放棄繼續這項研究。2005年，馬歇爾就猜測如果弗里德貝格當初繼續這項研究，他應該能獲得1951年的諾貝爾獎。
1948
菲茨杰拉德（Fitzgerald）和墨菲（Murphy）提出假說認為消化性潰瘍是由酸液侵蝕黏膜造成，同時也展示了尿素在治療上的功效。

## 1950－1970

氨

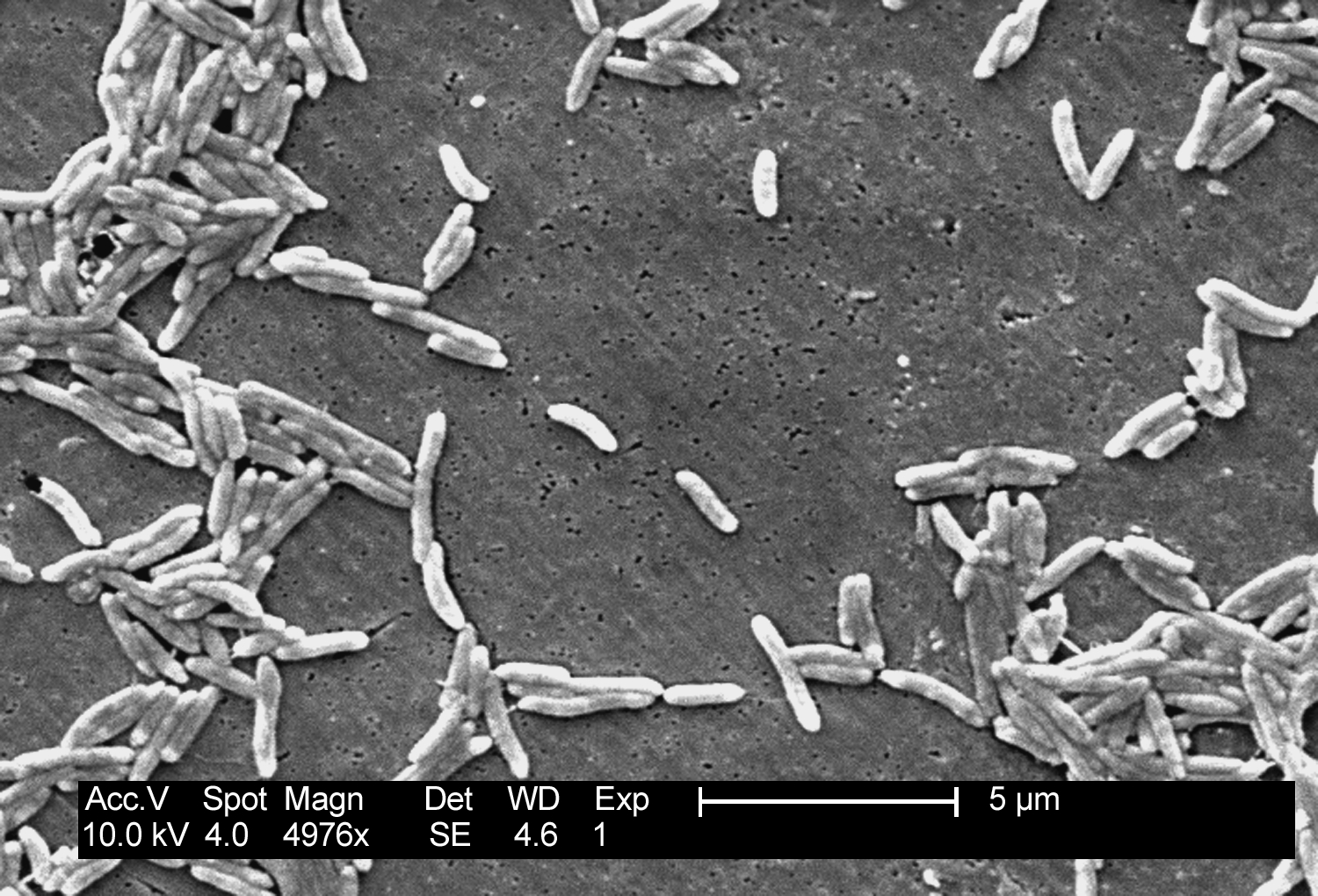
胎兒曲狀桿菌（Campylobacter fetus）

1951
阿葉德（J. Allende）寫了一本書，當中提到可以使用盤尼西林來治療胃潰瘍。
1953
汀瑟斯（Dintzis）和海斯廷斯（Hastings）成功使用抗生素停止小鼠胃內產生脲酶，指出脲酶和細菌感染有關。
1954
帕瑪爾（Palmer）發表的研究聲稱沒有在人類胃內找到任何細菌，因此下結論認為先前的研究均為樣本污染。可惜的是，他沒有選用銀染色進行觀察，之後沃倫和馬歇爾正是使用銀染色證實了幽門螺桿菌的存在。
1955
塔諾波斯卡亞（Tarnopolskaya）觀察到盤尼西林似乎能治癒一些消化性潰瘍病患 。
穆捷（Moutier）和柯內特（Cornet）建議使用抗生素治療胃炎。
科恩伯格（Kornberg ）和戴維斯（Davies）觀察到抗生素能減少貓胃內的脲酶。
1957
查爾斯·利伯（Charles Lieber）和安德烈·勒費弗爾（Andre Lefèvre）發現抗生素能抑制胃內的尿素轉換為氨。
1958
戈登（Gordon）觀察到盤尼西林能治癒一些消化性潰瘍。
萊庫提斯（John Lykoudis）成功用抗生素治癒自己的腸胃炎。
利伯和勒費弗爾將他們的研究成果發表在華盛頓世界腸胃學大會，然而此結果普遍不獲接受，因為帕瑪先前的研究，當時的人們認為細菌無法在人的胃內生存。
1959
利伯和勒費弗爾發表了後續的追蹤研究，顯示抗生素能防止人胃內的尿素轉變為氨。
康威（Conway）等人質疑小鼠體內的脲酶有多少是由細菌產生的，並以此為論點反駁消化性潰瘍的細菌理論。
1960
维塔爾（Vital）和奧里戈（Orrego）在貓和狗的胃中觀察到類似曲狀桿菌（Campylobacter）的生物體。
萊庫提斯用抗生素治療消化性潰瘍的方法獲得了希臘專利（#22,453）。
1962
蘇塞（Susser）和史坦恩（Stein）的研究發現英格蘭地區的消化性潰瘍有世代現象，並認為這是壓力導致消化性潰瘍的證據。
1964
萊庫提斯在希臘的醫學外科學大會中展示他使用抗生素治療消化性潰瘍的成果，但不為主流醫學機構所接受。
1966
萊庫提斯的論文稿件遭《美國醫學會雜誌》拒絕。
1967
伊東進觀察到類似曲狀桿菌的生物體黏附在胃的上皮。
1968
萊庫提斯因為用他的方法（包括使用抗生素）治療消化性潰瘍而遭罰4000德拉克馬。

## 1970－至今

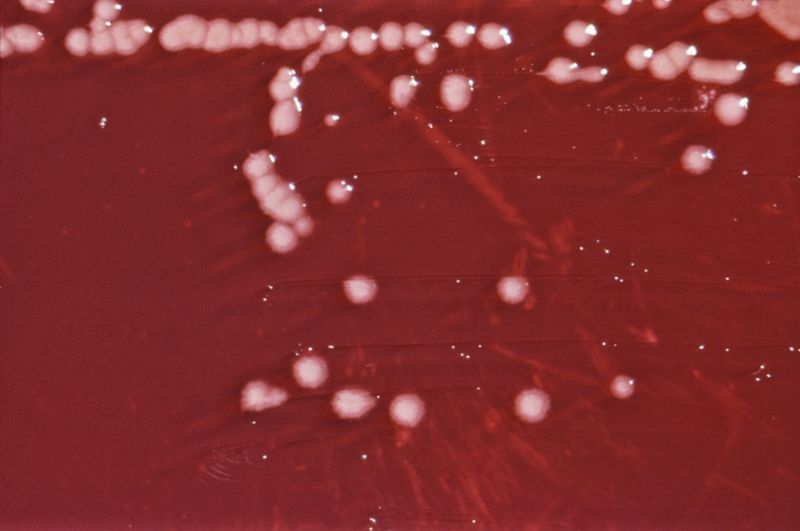
綠膿桿菌（Pseudomonas aeruginosa），一種假單胞菌

西咪替丁（Cimetidine）的結構

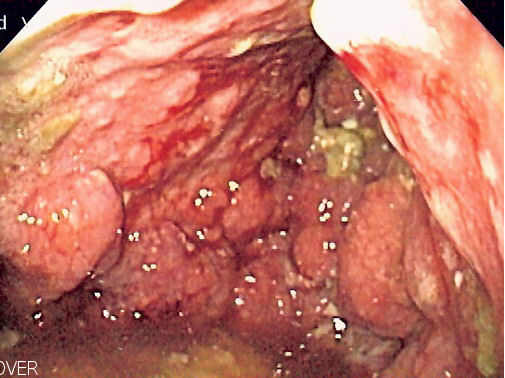
胃癌

1971
霍華德·斯特恩（Howard Steer）從潰瘍病人的生物檢體中觀察到幽門螺桿菌。
1972
中國的研究成功以富來頓 （一種抗生素）治療消化性潰瘍。
1974
莫洛索夫（Morozov）觀察到幽門螺桿菌，但他沒有將此發現與消化性潰瘍做連結。
派翠克（Patrick）等人發表了一份傑出的消化性潰瘍研究，但內容完全沒有提到細菌。
1975
史提爾（Steer）和柯林-瓊斯（Colin-Jones）發表了他們研究幽門螺桿菌與消化性潰瘍間關係的成果，認為之前發現的細菌其實是假單胞菌（Pseudomonas）污染，且此菌和消化性潰瘍沒有關係。
1978
美國腸胃學協會在拉斯維加斯的一場會議上，數份研究指出使用H2受體阻抗劑控制胃酸對消化性潰瘍的治療效果很差。
1979
拉姆塞（Ramsey）發表的研究顯示鉍能幫助治癒消化性潰瘍，鉍是一種抗菌物質，雖然拉姆塞並沒有認可這種說法。
華倫（J. Robin Warren）首先在胃檢體的切片中發現了幽門螺桿菌。
馮（Fung）、帕帕季米特里烏（Papadimitriou）和馬茲（Matz）觀察到幽門螺桿菌。
1981
施堯在胃內觀察到彎曲的細菌，但認為它們只是通過胃部的過客，而沒有進行培養。
7月：巴里·馬歇爾進入皇家佩思醫院腸胃學科，遇到了羅賓·沃倫。
10月：馬歇爾和沃倫成功用抗生素治癒了他們的第一個消化性潰瘍病患。
1983
1月：兩份分別由沃倫和馬歇爾署名的研究快訊送至學術期刊《刺胳針》，當中描述了他們的研究成果。
2月：澳洲腸胃學會拒絕馬歇爾在年度會議上發表研究，並將他送來的論文摘要評為所有投稿中最差的10%。但同樣的稿件為布魯塞爾曲狀桿菌工作坊所接受，並准予他在論壇中發表成果。
4月：馬歇爾和伊恩·希斯洛普（Ian Hislop）開始比較鉍和西咪替丁（Cimetidine）對消化性潰瘍的療效，但最後因為無法得到有效的結論，他們放棄了這項研究。
6月：沃倫和馬歇爾的研究快訊出現在《刺胳針》上。
9月：澳洲以外的消化性潰瘍病人身上也觀察到了幽門螺桿菌。
沃倫和馬歇爾的研究快訊出現在《刺胳針》後，全世界的研究團隊都開始分離幽門螺桿菌。
1984
馬歇爾和沃倫的研究報告獲得澳洲腸胃學會接受並准予發表。
馬歇爾和古德溫（Goodwin）嘗試用幽門螺桿菌感染豬，但沒有造成豬的消化性潰瘍，以失敗收場。
5月：馬歇爾和沃倫的研究報告獲《刺胳針》接受，並於隔月刊出，但遭來許多批評。
麥納提（McNulty）和華生（Watson）成功重現馬歇爾和沃倫的結果。
6月12日：馬歇爾有意地吃下幽門螺桿菌並造成自己生病，他隨後服用抗生素，並成功解除症狀。
澳洲國家健康暨醫藥研究委員會全額資助馬歇爾研究幽門螺桿菌。
中國刊出一篇研究，講述抗菌物質能有效治療消化性潰瘍。
7月31日：《紐約時報》的醫學專欄作家阿特曼醫師（Dr. Lawrence K. Altman）發表一篇文章，說明幽門螺桿菌和消化性潰瘍之間可能的關聯性。 他在2002年說道：「我從來沒看過醫學社群對一個故事的發展採取如此防衛且挑剔的態度」，而他從1969年加入新聞業以來已經30多年。
1985
馬歇爾發表了他刻意感染自己的研究成果。
1987
德拉姆（Drumm）與其同事將針對兒童的研究報告發表在《新英格蘭醫學雜誌》上，指出幽門螺桿菌只和原發性胃炎、無法解釋的胃炎、及原發性十二指腸潰瘍有關，其它如克隆氏症或重大疾病所造成的次級胃炎則和細菌無關。由於兒童的胃炎和十二指腸潰瘍很少見，因此這份研究有足夠的說服力說明幽門螺桿菌是胃炎的致病原，而非僅是在發炎或潰瘍的黏膜上伺機繁殖，這也就證明沃倫和馬歇爾是正確的。這是全球首屈一指的學術期刊《新英格蘭醫學雜誌》第一次刊登和幽門螺桿菌相關的研究。
莫利斯（Morris）刻意服下幽門螺桿菌後生病了，但和馬歇爾不同的是，抗生素無法完全治癒他的疾病，感染持續了三年之久。
都柏林的一項大規模研究指出消除幽門螺桿菌能大幅降低潰瘍復發的機率。
1990
羅斯（Rauws）和提特蓋特（Tytgat）以鉍和兩種抗生素組成的三聯療法消除幽門螺桿菌，成功治癒十二指腸潰瘍。 現代的三聯療法則改用氫離子幫浦阻斷劑和兩種抗生素，並很快成為了治療首選；使用氫離子幫浦阻斷劑的用意在於抑制胃液的酸度，使胃內不再適合幽門螺桿菌生長。。
世界腸胃學會議建議消除幽門螺桿菌以治療十二指腸潰瘍。
首次有報告指出幽門螺桿菌對甲硝唑產生抗藥性。此次發現的抗藥性導致未來發展出各式使用抗生素和氫離子幫浦阻斷劑的療法。
1992
福田善弘等人證明恆河猴食入幽門螺桿菌後會造成胃炎。
科瓦奇（Covacci）成功定序出CagA基因， 該基因編碼的細胞毒素和幽門螺桿菌造成的十二指腸潰瘍有密切關係。這是科學家第一次以分子生物學技術確認幽門螺桿菌的致病因子。
1994
藤岡利生等人得到和福田善弘相似的結果。
抗酸藥專利過期，相關利益人士失去了拒絕使用抗生素治療幽門螺桿菌的財務動機。
美國國立衛生研究院舉辦的會議顯示美國科學家已普遍接受幽門螺桿菌是造成消化性潰瘍的原因。
世界衛生組織國際癌症研究機構公告幽門螺桿菌為第一類致癌物。
帕爾森內特（Parsonnet）等人闡述了幽門螺桿菌和腸胃道淋巴癌之間的關聯，這些惡性潰瘍也能以消滅幽門螺桿菌的方式治療。
1997
湯姆（Tomb）等人完成幽門螺桿菌全基因體定序，共含1,667,867對鹼基。定序結果有助於科學家從分子層次辨識新的致病因子。
2001
陳家亮等人透過隨機對照試驗證實消除胃幽門螺桿菌甚至能預防阿斯匹靈和非類固醇消炎止痛藥造成的潰瘍出血。
2002
歐洲幽門螺桿菌研究小組正式出版2000年第二次馬斯垂特共識會議報告（the Maastricht 2-2000 Consensus Report），建議對沒有非典型症狀的年輕病患採用「先篩檢後治療」的策略，該策略提倡非侵略性的幽門螺桿菌篩檢，若結果呈陽性，無論內視鏡檢查有沒有潰瘍症狀，都直接給予治療。
2005
沃倫和馬歇爾因為他們在幽門螺桿菌和消化性潰瘍研究上的貢獻獲頒諾貝爾生理學及醫學獎 。